# Батлер Тауншип (округ Адамс, Пенсільванія)
Батлер Тауншип (англ. Butler Township) — селище (англ. township) в США, в окрузі Адамс штату Пенсільванія. Населення — 2550 осіб (2020).

## Демографія
Згідно з переписом 2010 року, у селищі мешкало 2567 осіб у 1004 домогосподарствах у складі 776 родин. Було 1055 помешкань
Расовий склад населення:
| - 95,6 % — білих - 0,6 % — чорних або афроамериканців - 0,2 % — корінних американців - 0,2 % — азіатів - 2,5 % — осіб інших рас |

До двох чи більше рас належало 1,0 %. Частка іспаномовних становила 7,1 % від усіх жителів.
За віковим діапазоном населення розподілялося таким чином: 18,7 % — особи молодші 18 років, 63,6 % — особи у віці 18—64 років, 17,7 % — особи у віці 65 років та старші. Медіана віку мешканця становила 46,5 року. На 100 осіб жіночої статі у селищі припадало 100,1 чоловіка;  на 100 жінок у віці від 18 років та старших — 101,5 чоловіка також старших 18 років.
Середній дохід на одне домашнє господарство  становив 69 338 доларів США (медіана — 55 956), а середній дохід на одну сім'ю — 77 682 долари (медіана — 63 036). Медіана доходів становила 44 042 долари для чоловіків та 37 258 доларів для жінок. За межею бідності перебувало 9,4 % осіб, у тому числі 16,9 % дітей у віці до 18 років та 3,0 % осіб у віці 65 років та старших.
Цивільне працевлаштоване населення становило 1342 особи. Основні галузі зайнятості: освіта, охорона здоров'я та соціальна допомога — 19,8 %, виробництво — 16,6 %, роздрібна торгівля — 10,2 %, сільське господарство, лісництво, риболовля — 8,4 %.